# Маэ, Жан-Пьер
Жан-Пьер Анри́ Мари́ Маэ́ (фр. Jean-Pierre Mahé, род. 21 марта 1944 года, Париж) — французский кавказовед и арменист, председатель французского Азиатского общества (фр. Société asiatique).

## Биография
В 1965 году Жан-Пьер Маэ получил в Сорбонне степень бакалавра философии, а в 1966 году — классических языков. В 1971 году он стал доктором латинистики, а в 1975 году получил диплом специалиста армянского языка Национального института восточных языков и культур и одновременно специалиста древневосточных языков (коптского, армянского и грузинского) Парижского католического института. В 1981 году защитил докторскую диссертацию, посвящённую ранее неисследованным герметическим документам на коптском и армянском языках. Часть исследований была проведена им в Советской Армении, где Маэ жил с 1975 по 1977 годы.
В качестве постоянного или приглашённого специалиста Маэ преподавал в различных университетах, включая Сорбонну, Гарвардский университет, Страсбургский университет, Национальный институт восточных языков и культур (где заведовал кафедрой армянского языка в 1977—1991 годах), Университет Лаваля и Ереванский государственный университет. С 1988 года вплоть до выхода на пенсию в 2013 году — профессор Практической школы высших исследований. С 2001 года является членом Института Франции (при котором в 2012 году находился в должности председателя Академии надписей и изящной словесности), а с 2002 года — председателем французского Азиатского общества. Также Маэ — иностранный член Академий наук Армении и Грузии, почётный доктор Университета Лаваля, а с 2012 года — член-корреспондент Британской академии.
Основные исследования Маэ посвящены истории религий (патристика, гнозис и герметизм, история христианства на Кавказе), а также вопросам древней и средневековой армянской и грузинской филологии и истории. С 1990-х годов тесно сотрудничал с кавказоведами Й. Гиппертом, В. Шульце и З. Алексидзе в дешифровке кавказско-албанского палимсеста, обнаруженного в 1996 году на Синае. Результатом этой работы стала публикация в 2008 году двухтомника «The Caucasian Albanian Palimpsests of Mount Sinai». Значительную часть своих трудов опубликовал в соавторстве с супругой — арменистом Анни Маэ.

## Награды
- Орден Дружбы (16 сентября 2015 года, Армения) — по случаю Дня независимости Республики Армения, за значительный вклад в укрепление армяно-французских культурных связей и развитие арменоведения[5].

## Основные публикации
- «Hermès en Haute-Égypte» (том I), Bibliothèque copte de Nag Hammadi, textes 3, Квебек-Сити, PUL, 1978.
- «Hermès en Haute-Égypte» (том II), Bibliothèque copte de Nag Hammadi, textes 7, Квебек-Сити / Лёвен, PUL / Peeters, 1982.
- «Le livre arménien à travers les âges» (в соавторстве с Р. Кеворкяном), Catalogue de l'Exposition Marseille 1985: Le livre arménien à travers les âges, 1985.
- «Catalogue des « incunables » arméniens, 1511-1695 ou Chronique de l’imprimerie arménienne» (в соавторстве с Р. Кеворкяном), P. Cramer, Женева, 1986.
- «Arménie : 3000 ans d’histoire» (в соавторстве с Р. Кеворкяном), Maison arménienne de la jeunesse et de la culture, 1988.
- «La Caverne des trésors» (введение, перевод с грузинского и комментарии), CSCO 527, Лёвен, Peeters, 1992.
- «La sagesse de Balahvar, une vie christianisée du Bouddha» (введение, перевод с грузинского и комментарии; в соавторстве с А. Маэ), Париж, Gallimard, Connaissance de l’Orient 60, 1993.
- «Moïse de Khorène, Histoire de l’Arménie» (введение, перевод с армянского и комментарии; в соавторстве с А. Маэ), Париж, Gallimard, L’Aube des peuples, 1993.
- «Histoire du Christianisme, T. IV, Évêques, moines et empereurs», Desclée de Brouwer, 1993.
- «Le Témoignage véritable» (введение, коптский текст, перевод и комментарии; в соавторстве с А. Маэ), Bibliothèque copte de Nag Hammadi, textes 23, Квебек-Сити / Лёвен, Peeters, 1996.
- «Des Parthes au Califat : quatre leçons sur la formation de l’identité arménienne» (в соавторстве с Н. Гарсоян), De Boccard, 1997.
- «From Byzantium to Iran. Armenian Studies in Honour of Nina G. Garsoïan» (в соавторстве с Р. У. Томсоном), Атланта, Scholars Press, 1997.
- «The Way of Hermes» (в соавторстве с К. Саламаном и Д. ван Ойеном), Лондон, Duckworth, 1999; 4-е издание в малом формате: Рочестер, штат Вермонт, 2004.
- «Grégoire de Narek, Tragédie» (введение, перевод с армянского и комментарии, в соавторстве с А. Маэ), CSCO 584, Лёвен, Peeters, 2000.
- «Le nouveau manuscrit sinaïtique N Sin 50» (факсимиле и введение З. Алексидзе; перевод и комментарии Ж.-П. Маэ), CSCO 586, Лёвен, Peeters, 2001.
- «Melchisédek» (введение и перевод Ж.-П. Маэ; коптский текст расшифрован У. П. Фанком; комментарии К. Джанотто), Bibliothèque copte de Nag Hammadi, textes 28, Квебек-Сити / Лёвен, Peeters, 2001.
- «Գրիգոր Նարեկացին և իր «Մատեան ողբերգութեան» երկը» (в соавторстве с А. Маэ), Ереван, Наири, 2004.
- «Et l’Arménie devint chrétienne» (в соавторстве с Ж.-В. Гурегяном), Éditions de Paris, 2004.
- «L’Arménie à l’épreuve des siècles» (в соавторстве с А. Маэ), Париж, Gallimard, Découvertes Gallimard 464, 2005.
- «Paroles à Dieu de Grégoire de Narek» (введение, перевод и комментарии; в соавторстве с А. Маэ), Париж, Peeters / La Procure, 2007.
- «Écrits gnostiques. La Bibliothèque de Nag Hammadi» (в соавторстве с П.-Ю. Пуарье), Париж, Gallimard, Découvertes Gallimard 538, 2007.
- «The Caucasian Albanian Palimpsests of Mount Sinai» (тома I и II; в соавторстве с Й. Гиппертом, В. Шульце и З. Алексидзе), Торхаут, Brepols, 2009.
- «The Caucasian Albanian Palimpsests of Mount Sinai: The Armenian Layer» (том III; в соавторстве с Й. Гиппертом, В. Шульце и З. Алексидзе), Торхаут, Brepols, 2010.
- «Histoire de l’Arménie des origines à nos jours» (в соавторстве с А. Маэ), Париж, Perrin, 2012.
- «Trésor des fêtes. Hymnes et odes de Grégoire de Narek» (введение, перевод и комментарии; в соавторстве с А. Маэ), Париж, Peeters, 2014.
- «L’Alphabet arménien dans l’histoire et dans la mémoire», Париж, Les Belles Lettres, 2018.